# Profil Klett
Profil Klett je izdavačka kuća osnovana kao Profil International 1991. u Zagrebu, specijalizirana za izdavanje školskih udžbenika i priručnika te knjiga za djecu. S više od 30% udjela na tržištu udžbenika jedan je od najvećih izdavača školskih izdanja u Hrvatskoj. Izdavačka kuća Profil Knjiga, osnovana je 2007. s nizom različitih biblioteka (Profil bestseler, Profil ljubić, Profil krimić, Profil proza, Profil epicentar i dr.) koja nudi domaću i stranu beletristiku, publicistiku, popularno-znanstvena izdanja i dr. Godine 2012. Profil i nakladnička kuća Mozaik knjiga osnovali su tvrtku Profil Mozaik te stvorili jedinstveni maloprodajni lanac knjižara.
Knjižarskom lancu Profil Mozaik se pridružuje 1. svibnja 2014. i Algoritam s čime je nastao najveći maloprodajni lanac knjiga u Hrvatskoj "Algoritam Profil Mozaik" (APM).
Od 2015. godine nastavljaju kao dio njemačke grupacije Klett, jedne od vodećih europskih izdavačkih kuća edukativnih materijala.

## Vanjske poveznice
- Službena stranica
- Klett Verlag  Arhivirana inačica izvorne stranice od 23. listopada 2020. (Wayback Machine)
- Profil Klett na Facebooku